# Альбаредо-Арнабольді
Альбаредо-Арнабольді (італ. Albaredo Arnaboldi, п'єм. Albaredo Arnaboldi) — муніципалітет в Італії, у регіоні Ломбардія, провінція Павія.
Альбаредо-Арнабольді розташоване на відстані близько 450 км на північний захід від Рима, 45 км на південь від Мілана, 13 км на південний схід від Павії.
Населення — 245 осіб (2014). Покровитель — Андрій Первозваний.

## Демографія
Населення за роками:

Станом на 1 січня 2023 року в муніципалітеті офіційно проживало 29 іноземців з 8 країн, серед них 17 громадян країн Євросоюзу та 4 громадяни України.

## Сусідні муніципалітети
- Барб'янелло
- Бельджоїозо
- Броні
- Кампоспінозо
- Казанова-Лонаті
- Лінароло
- Меццаніно
- Сан-Чипріано-По